# スティーヴン・イッサーリス
スティーヴン・イッサーリス（Steven Isserlis CBE, 1959年12月19日 - ）は、イギリス生まれのチェロ奏者。多岐にわたるレパートリーと、ガット弦を用いた個性的な音色によって有名。祖父ユリウス・イッセルリスはロシア帝国に学んだモルドバ出身の音楽家である。

## 略歴
- ロンドン生まれ。10歳からロンドンの国際チェロセンターでジェーン・コーワンに師事。
- 1976年、アメリカのオバーリン大学に留学。
- 1977年、ロンドンでデビュー・リサイタルを開く。
- 1993年、アメリカでピアティゴルスキー芸術賞を受賞。同年、イギリスのロイヤル・フィルハーモニック協会から年間最優秀器楽演奏家賞を受賞。
- 1997年、ザルツブルク音楽祭に参加、「メンデルスゾーンとその周辺」と題したシリーズで、メンデルスゾーンの室内楽を中心に据えたプログラムで高い評価を得た。
- 1998年、大英帝国勲章を授与される。ロンドン、ウィグモアホールを中心に、「シューマンとその仲間たち」と題した、16回に及ぶシリーズプログラムをプロデュースし高い評価を得る。
- 2000年、ロベルト・シューマンの生地ツヴィッカウ市からシューマン賞受賞。

## 概要
協奏曲と室内楽の演奏に活躍し、長年忘れられてきた作品の復活にも取り組んでいる。コーンウォールでマスタークラスを主宰。ジョシュア・ベルやタベア・ツィンマーマンなどと長きにわたる協力関係のもとに、数多くの音楽祭を組織している。　
愛器は、日本音楽財団より貸与されたストラディヴァリウス「フォイアーマン」。それ以前は1745年製のグァダニーニを使用していた。ガット弦の響きを重視し、協奏曲などで音量的に不利になってもスチール弦を用いないことで知られる。1994年にBMGと専属契約したが、ハイペリオン、ヴァージン・クラシックス、BISなどの各レーベルでも録音している。2007年グラモフォン賞、2008年クラシカル・ブリット（批評家賞） を受賞している。
著書に、原書がAmazon UK・児童書部門で『ハリー・ポッター』に次ぐランクを1日獲得したという子供向けの音楽家評伝エッセイ『もし大作曲家と友だちになれたら…』、ティーンエイジャーから大人向けの続編『続・もし大作曲家と友だちになれたら…』（バッハをはじめモーツァルト、ベートーベン、シューマン、ブラームス、ストラビンスキーを所収した正編、ヘンデル、ハイドン、シューベルト、ドボルザーク、そしてフォーレをフィーチャーした続編ともに、ロングセラーとして版を重ねている）、敬愛するシューマンの『若き音楽家への助言』を独自の視点で読み直し、自らの体験に基づくアドバイスも加筆したガイド・エッセイ『音楽に本気なきみへ　イッサーリスと読むシューマンの助言』（いずれも板倉克子訳、音楽之友社）がある。
イッサーリスはまた、自ら企画構成した室内楽シリーズや、埋もれた楽曲の発掘を含めて、一人の作曲家に焦点をあてたCD録音などで、作曲家の生涯や楽曲につき、徹底して掘り下げて紹介する態度で知られている。特にロベルト・シューマンについてはその造詣の深さで知られ、自らの著書の中でも傾倒ぶりに言及しており、2006年11月来日の折は、シューマン没後150年を記念して行なわれた日本における初のプロデュース公演〈スティーヴン・イッサーリス・プレゼンツ・シューマン・プロジェクト2006〉の企画構成でその一端を見せた。室内楽プロジェクトは本拠地ロンドンのウィグモアホールや、専属アーティストとしての契約を結んでいるフランクフルト・アルテ・オパーをはじめ、各地で高い評価を得ている。日本でも、2009年のハイドン、メンデルスゾーン、R.シュトラウス、ブロッホ、マルティヌーなど名だたる作曲家のアニヴァーサリー年にちなんで、2006年の〈シューマン・プロジェクト〉の主会場となった神奈川県民ホールにおいて、《スティーヴン・イッサーリス室内楽プロジェクト2009 “アニヴァーサリー”》 が催された。